# Дан Револуције у Египту
Дан Револуције у Египту се односи на државни празник 23. јула, годишњицу Државног удара 1952. која је довела до проглашења модерне републике Египат, која је окончала период Краљевства Египта. То је највећи секуларни државни празник и сматра се Даном државности Египта.
Годишње прославе обележавања Дана Револуције у Египту почињу претходне вечери, јер је увече 23. јула 1952, било када је Покрет слободних официра, предвођен Мухамедом Нагибом и Гамалом Абдел Насером, започео државни удар који је покренуо револуцију и на крају довео до абдикације Фарука I Египатског, претпоследњег краља Египта и Судана. Сам државни празник карактеришу велике и сложене прославе, укључујући војне параде и телевизијске концерте са изразито националистичким темама.